# Namibie aux Jeux olympiques d'été de 2012
La Namibie participe aux Jeux olympiques d'été de 2012 à Londres au Royaume-Uni du 27 juillet au 12 août 2012. Il s'agit de sa 6e participation à des Jeux d'été.

## Athlétisme
Femmes
| Athlète             | Épreuve    | Séries   | Séries | Quarts de finale | Quarts de finale | Demi-finales | Demi-finales | Finale       | Finale |
| Athlète             | Épreuve    | Résultat | Rang   | Résultat         | Rang             | Résultat     | Rang         | Résultat     | Rang   |
| ------------------- | ---------- | -------- | ------ | ---------------- | ---------------- | ------------ | ------------ | ------------ | ------ |
| Tjipekapora Herunga | 400 mètres | 52.31    | 24     | NC               | NC               | 52.53        | 20           | -            | -      |
| Helalia Johannes    | Marathon   | NC       | NC     | NC               | NC               | NC           | NC           | 2:26:09 (RN) | 12     |
| Beata Naigambo      | Marathon   | NC       | NC     | NC               | NC               | NC           | NC           | 2:31:16      | 38     |

## Boxe
Homme
| Athlète          | Épreuve         | 16e de finale                  | 8e de finale             | Quart de finale     | Demi-finale         | Finale              | Finale |
| Athlète          | Épreuve         | Adversaire Résultat            | Adversaire Résultat      | Adversaire Résultat | Adversaire Résultat | Adversaire Résultat | Rang   |
| ---------------- | --------------- | ------------------------------ | ------------------------ | ------------------- | ------------------- | ------------------- | ------ |
| Mujandjae Kasuto | Moyens (-75 kg) | Sobirjon Nazarov (TJK) 11-8    | Zoltán Harcsa (HUN) 7-16 | -                   | -                   | -                   | -      |
| Jonas Matheus    | Coqs (-56 kg)   | Vittorio Parrinello (ITA) 7-18 | -                        | -                   | -                   | -                   | -      |

## Cyclisme
La Namibie a qualifié deux cyclistes pour les Jeux.

### Cyclisme sur route
En cyclisme sur route, la Namibie a qualifié un homme et aucune femme.
| Athlète    | Compétition            | Temps | Rang |
| ---------- | ---------------------- | ----- | ---- |
| Dan Craven | Course en ligne hommes | DNF   | -    |

### VTT
| Athlète               | Compétition              | Temps   | Rang |
| --------------------- | ------------------------ | ------- | ---- |
| Marc Bassingthwaighte | Cross-country VTT hommes | 1.37.17 | 30   |

## Lutte
| Athlète               | Compétition    | Qualification       | Huitièmes de finale | Quarts de finale    | Demi-finales        | Repêchage 1         | Repêchage 2         | Finale              | Finale |
| Athlète               | Compétition    | Adversaire Résultat | Adversaire Résultat | Adversaire Résultat | Adversaire Résultat | Adversaire Résultat | Adversaire Résultat | Adversaire Résultat | Rang   |
| --------------------- | -------------- | ------------------- | ------------------- | ------------------- | ------------------- | ------------------- | ------------------- | ------------------- | ------ |
| Lutte libre           |                |                     |                     |                     |                     |                     |                     |                     |        |
| Naatele Sem Shilimela | Moins de 55 kg |                     |                     |                     |                     |                     |                     |                     |        |

## Tir
La Namibie possède une place pour les épreuves de tir.
| Athlète     | Compétition | Qualification | Qualification | Finale | Finale |
| Athlète     | Compétition | Points        | Rang          | Points | Rang   |
| ----------- | ----------- | ------------- | ------------- | ------ | ------ |
| Gaby Ahrens | Trap femmes | 59            | 22e           | NC     | NC     |